# Astráin
Astráin (en euskera: Asterain) es una localidad española y un concejo de la Comunidad Foral de Navarra perteneciente al municipio de la Cendea de Cizur. Está situado en la Merindad de Pamplona, en la Cuenca de Pamplona y a 11 km de la capital de la comunidad, Pamplona. Su población en 2019 era de 325 habitantes y su término concejil tiene una superficie de 647 hectáreas (6,47 km²).
La localidad se asienta en la ladera norte de la Sierra del Perdón y es lugar de paso de los peregrinos que realizan el Camino de Santiago. Hubo incluso un hospital de peregrinos en este lugar.
Es el segundo núcleo de población más importante de la Cendea y cuenta con algunas fábricas, varios talleres y servicios como bar, casa rural y consultorio médico (dos días a la semana).

## Toponimia
En el siglo XII aparece como Azterain o Azterayn, nombre que mantiene hasta la Edad Moderna, cuando se registra por primera vez la forma Astrain (1534), que poco a poco va ganando terreno hasta ser mayoritaria ya en el siglo XIX, como demuestra la mención «Astrain (antes Azterain)» registrada en 1802. Para Mikel Belasko, procede de la unión de Azter (nombre de pila) + -ain (sufijo que indica propiedad) y sería equivalente al gascón Astarac.
La evolución de Asterain a Astrain es comparable a la de Geretz > Grez. Se produce ya que el hablante castellano es capaz de pronunciar varias consonantes fuertes en una misma sílaba, en contraposición al euskaldun monolingüe, quien no está acostumbrado a tales sonidos. Es de la misma forma que surge la palabra guiri < guiristino < cristino, pronunciada erróneamente por los soldados carlistas.
Desde el siglo XX es oficial la forma Astráin, únicamente en castellano, pese a que se encuentre en la zona mixta y por tanto le corresponda un topónimo bilingüe castellano-euskera. El concejo, sin embargo, incluye la forma Asterain en todas sus comunicaciones y rotulaciones viarias de su competencia.

## Historia
Cuenta con una iglesia románica dedicada a San Cosme y San Damián de origen románico que fue reformada en el siglo XVI al estilo gótico tardío. Su planta es de cruz latina con bóveda de cañón en la parte más antigua y bóveda de crucería estrellada cubriendo el resto de la nave.
El conjunto se completa con un ábside poligonal del siglo XVI y una torre cuadrada sencilla. En el interior destaca un retablo romanista que ha sufrido varias transformaciones.

## Fiestas patronales
El fin de semana más cercano al día 26 de septiembre. Fiestas patronales de San Cosme y San Damián.

## La romería a Astráin
El lunes de Pascua procedentes de todos los pueblos de la Cendea, los romeros se dirigen a Astráin, turbando la paz que reina habitualmente. Los más decididos recorren el camino a pie, llenando la carretera de aires juveniles y bulliciosas conversaciones.
A las 11 de la mañana se inicia la procesión de todas las cruces, que representan a cada parroquia. La entrada en la parroquia, acompañada con los cantos de la asamblea, constituye un emocionante espectáculo. El párroco de Astráin, en la eucaristía concelebrada por todos los párrocos de la Cendea, anima a los romeros a confiar siempre en la Virgen María, que es nuestra Madre. El templo estaba abarrotado y muchos devotos no pudieron entrar.
Después de honrar y venerar a la Virgen, el Ayuntamiento de la Cendea de Cizur suele invitar a todos a participar de la chistorrada a la brasa y refrescos.